# Онуфрийчук, Иванна Павловна
Иванна Павловна Онуфрийчук (8 июля 1986, с. Рахны-Лесовые, Шаргородский район, Винницкая область) — украинская телеведущая, актриса.

## Биография
Иванна Павловна Онуфрийчук родилась 8 июля 1986 года в селе Рахны-Лесовые, Шаргородского района Винницкой области, в семье государственного служащего.
Училась в музыкальной школе, которую окончила в 2001 году по классу фортепиано. В 2004 году окончила Рахновско-Лесовую среднюю школу № 2. В 2007 году окончила модельную школу «Dnepr models» в городе Днепр. Тогда же начала заниматься модельной карьерой и сниматься в фильмах.
В 2009 году окончила Академию таможенной службы Украины (Днепр), специальность правоведение. С 2009 по 2010 годы работала инспектором Службы борьбы с контрабандой на Белгород-Днестровской таможне (Одесская обл.). С 2010 по 2012 годы работала в Министерстве экологии Украины в юридическом департаменте.
В 2010 году получила титул «Вице-мисс Княгиня Украины». В 2013 году получила титул «Мисс Принцесса Украины». В 2014 году вошла в «ТОР 7 Miss Princess of the World» на конкурсе в Чехии.
В 2014 году окончила школу телеведущих «1 + 1 Media Group» телеканала «1 + 1». Январь 2016 — февраль 2017 была телеведущей музыкального еврочарта на канале EU MUSIC. Сентябрь 2017 — сегодня — ведущая авторского шоу «Без галстука» на телеканалах «НЛО TV» и «Украина24».
Победительница телешоу «Икона стиля». Участница реалити-шоу «Барышня-крестьянка», шоу «Интуиция». Была лицом обложек журналов «XXL», «TOUCH», «Теленеделя», «Телегид», «MOEVIR» (Франция), также была героиней Vogue Ukraine.
В 2018 году получила титул «Принцесса Венского бала» в Киеве. В том же году участвовала в подготовке дебютантов Венского бала во Львове.
В 2020 году сыграла главную женскую роль в первом украинском супергеройском фильме «APPLEMAN».
С 2020 по 2021 год — ведущая шоу «Танцы со звездами» на телеканале «1 + 1».